# 梅塔河半齧脂鯉
梅塔河半齧脂鯉，為輻鰭魚綱脂鯉目脂鯉亞目脂鯉科的其中一個種，分布於南美洲梅塔河上游流域，體長可達8公分，棲息在底中層水域，生活習性不明。